# Heterodactyla hypnoides
Heterodactyla hypnoides is een zeeanemonensoort uit de familie Thalassianthidae.
Heterodactyla hypnoides is voor het eerst wetenschappelijk beschreven door Saville-Kent in 1893.